# 와타나베 쇼
와타나베 쇼(渡辺翔, 1984년 10월 19일~ )는 록과 R&B, 아이돌 전용 등 장르에 얽매이지 않는 멜로디 센스는 각 방면에서 평가되는 애니 송계에서는 잘 알려진 히트 크리에이터이다.
LiSA 「crossing field」, 「oath sign」, 「왜냐하면 저의 영웅. "TrySail"whiz "미모리 스즈코"유니버스 페이지 "우치다 마아야"cosmos '이구치 유카'Grow Slowly "ClariS '커넥트'등 다수의 히트 곡을 작곡했다.